# Иния
Ѝния (на гръцки: Ίνια) е село в Кипър, окръг Пафос. Според статистическата служба на Република Кипър през 2001 г. селото има 353 жители.
Намира се на 1 км южно от Друша.